# Amphoe Li

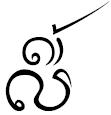
„Li“ in Lanna-Schrift

Amphoe Li (Thai อำเภอ ลี้, Aussprache: ʔāmpʰɤ̄ː líː) ist der südlichste Landkreis (Amphoe – Verwaltungs-Distrikt) der Provinz Lamphun. Die Provinz Lamphun liegt in der Nordregion von Thailand.

## Geographie
Benachbarte Landkreise (von Norden im Uhrzeigersinn): die Amphoe Ban Hong und Thung Hua Chang der Lamphun Province, Soem Ngam, Thoen und Mae Phrik der Provinz Lampang, Sam Ngao der Provinz Tak, sowie Doi Tao, Hot und Chom Thong der Provinz Chiang Mai.
Die Westgrenze des Bezirks wird vom Mae Nam Ping (Ping-Fluss) gebildet. Teile des 1003 km² großen Nationalparks Mae Ping liegen im Süden des Landkreises. Der Park zieht sich vom Amphoe Doi Tao der Provinz Chiang Mai, über Li bis hin zum Amphoe Sam Ngao in der Provinz Tak. Im Park gibt es zahlreiche Wasserfälle und einige Höhlen zu erkunden.

## Geschichte
Der Kreis Li wurde im Jahr 1911 eingerichtet. Ursprünglich hieß es Mueang Li, wurde aber 1917 auf Li verkürzt.

## Verwaltung

### Provinzverwaltung
Der Landkreis Li ist in acht Tambon („Unterbezirke“ oder „Gemeinden“) eingeteilt, die sich weiter in 99 Muban („Dörfer“) unterteilen.
| Nr. | Name      | Thai   | Muban | Einw.  |
| --- | --------- | ------ | ----- | ------ |
| 01. | Li        | ลี้      | 17    | 13.728 |
| 02. | Mae Tuen  | แม่ตืน   | 17    | 11.236 |
| 03. | Na Sai    | นาทราย | 23    | 18.479 |
| 04. | Dong Dam  | ดงดำ   | 06    | 03.139 |
| 05. | Ko        | ก้อ     | 04    | 02.444 |
| 06. | Mae Lan   | แม่ลาน  | 07    | 03.080 |
| 08. | Pa Phai   | ป่าไผ่   | 12    | 09.428 |
| 09. | Si Wichai | ศรีวิชัย  | 13    | 07.617 |

### Lokalverwaltung
Es gibt sieben Kommunen mit „Kleinstadt“-Status (Thesaban Tambon) im Landkreis:
- Li (Thai: เทศบาลตำบลลี้) bestehend aus Teilen des Tambon Li.
- Dong Dam (Thai: เทศบาลตำบลดงดำ) bestehend aus dem kompletten Tambon Dong Dam.
- Ko (Thai: เทศบาลตำบลก้อ) bestehend aus dem kompletten Tambon Ko.
- Pa Phai (Thai: เทศบาลตำบลป่าไผ่) bestehend aus dem kompletten Tambon Pa Phai.
- Mae Tuen (Thai: เทศบาลตำบลแม่ตืน) bestehend aus Teilen des Tambon Mae Tuen.
- Wang Din (Thai: เทศบาลตำบลวังดิน) bestehend aus Teilen des Tambon Li.
- Si Wichai (Thai: เทศบาลตำบลศรีวิชัย) bestehend aus dem kompletten Tambon Si Wichai.

Außerdem gibt es drei „Tambon-Verwaltungsorganisationen“ (องค์การบริหารส่วนตำบล – Tambon Administrative Organizations, TAO)
- Wiang Kaeo (Thai: องค์การบริหารส่วนตำบลเวียงแก้ว) bestehend aus Teilen des Tambon Mae Tuen.
- Na Sai (Thai: องค์การบริหารส่วนตำบลนาทราย) bestehend aus dem kompletten Tambon Na Sai.
- Mae Lan (Thai: องค์การบริหารส่วนตำบลแม่ลาน) bestehend aus dem kompletten Tambon Mae Lan.